# گارناچا
گارناچا (اسپانیایی: Garnacha‎) نوعی غذای سنتی است که از تورتیای ذرت سرخ‌شده تهیه می‌شود و بر روی آن لوبیا سرخ‌شده، کلم خردشده، پنیر و سایر چاشنی‌ها را می‌ریزند. گارناچا به‌ویژه در مشور بلیز محبوبیت دارد که در آنجا به‌طور سنتی با ذرت، لوبیا و پنیر درست می‌شوند. در بیشتر رستوران‌های گواتمالا، گارناچا به‌عنوان پیش‌غذا ارائه می‌شود.